# Fulvaria
Fulvaria is een geslacht van vlinders van de familie spanners (Geometridae), uit de onderfamilie Ennominae.

## Soorten
- F. brunnearia Krüger, 1939
- F. stenomacra Rindge, 1958
- F. striata Fawcett, 1916